# Марко ван Бастен
Марсел (Марко) ван Бастен (хол. Marcel (Marco) van Basten; Утрехт, 31. октобар 1964) је некадашњи холандски фудбалер и тренер репрезентације Холандије. Важи за једног од врхунских голгетера своје генерације, који је као нападач играо за Ајакс и Милан, као и репрезентацију Холандије. Сматран је једним од највећих играча у историји спорта, постигао је 300 голова у каријери високог профила, али је последњи меч одиграо 1993. године, са 28 година, због повреде због која га је присилила да се пензионише две године касније. Касније је био селектор Ајакса и репрезентације Холандије.
Познат по својој блиској контроли лопте, интелигенцији у нападу, беспрекорним ударцима главом и спектакуларним ударцима и волејима, Ван Бастен је 1992. године проглашен за најбољег играча света ФИФА и три пута је освојио Златну лопту, 1988, 1989. и 1992. године. На клупском нивоу, са Ајаксом је освојио три титуле Ередивизије и Куп победника купова, а са Миланом четири титуле у Серији А и три Купа Европе. Са Холандијом, Ван Бастен је освојио УЕФА Евро 1988. где је освојио Златну копачку, постигавши пет голова, укључујући незабораван волеј у финалу против Совјетског Савеза.
Године 1998, Ван Бастен је био на шестом месту у интернетској анкети ФИФА играча века, десетом у избору за европског играча века које је одржао IFFHS и 12. на IFFHS-овим изборима светског играча века. Такође је изабран за осмог у анкети коју је организовао француски часопис France Football, консултујући њихове бивше освајаче Златне лопте за избор фудбалера века. Године 2004, Пеле га је именовао на ФИФА 100 листи највећих живих играча света. Године 2004, у Холандији је одржана анкета за 100 највећих Холанђана: Ван Бастен је био на 25. месту, на другом месту међу фудбалерима, иза Јохана Кројфа. Године 2007, Sky Sports је рангирао Ван Бастена на прво место на својој листи сјајних спортиста којима је каријера прекинута.

## Играчка каријера
Каријеру је почео у локалним тимовима ФК Утрехт (1970–80) и ФК Елинвијк Утрехт (1981/82). У ФК Ајакс из Амстердама је прешао 1982. Са овим тимом је 1986. освојио титулу Златне копачке Европе, а 1987. Куп победника купова. У финалу против Локомотиве из Лајпцига постигао је одлучујући гол.
По освајању ове титуле, прешао је у ФК Милан, где је заједно са сународницима Рудом Гулитом и Франком Рајкардом важио за најбољи трио европског фудбала. Са Ван Бастеном, ФК Милан је освојио Лигу шампиона 1989, 1990. и 1994. Последњу утакмицу за Милан одиграо је против Олимпика из Марсеја 26. маја 1993, у финалу Лиге шампиона. Услед хроничне повреде чланка, дефинитивно је напустио фудбал 1995.
За националну репрезентацију Холандије наступио је 58 пута и постигао 24 гола у периоду септембар 1983-октобар 1992. Са овом репрезентацијом је освојио Европско првенство у фудбалу 1988. Са пет погодака био је први стрелац овог шампионата. Његов гол против Совјетског Савеза у финалу (лобовао је голмана Рината Дасајева) сматра се за један од најлепших голова свих времена.

### Успеси
Са репрезентацијом 
- Европско првенство у фудбалу 1988.

 Са клубовима 
- Куп победника купова: 1987
- Првенство Холандије: 1982, 1983, 1985
- Лига шампиона: 1989, 1990
- Европски суперкуп: 1989, 1990
- Првенство Италије: 1988, 1992, 1993
- Италијански суперкуп: 1988, 1992, 1993

 Лична достигнућа 
- Златна копачка: 1986.
- Најбољи стрелац Европског првенства у фудбалу: 1988.
- Златна лопта: 1988, 1989, 1992.
- ФИФА фудбалер године: 1992.

### Ајакс
Ајакс је потписао уговор са 16-годишњим Марком за сезону 1981/82 након што је његов 19-годишњи брат Стенли одбијен. Њихов отац Јоп је задржао млађег сина у другом клубу у нади да ће Ајакс професионално прихватити Стенлија. Свој први меч за Ајакс одиграо је 3. априла 1982. године, ушао је као замена за Јохана Кројфа и постигао дебитантски гол у победи тима над NEC-ом од 5:0.
У сезони 1982–83 такмичио се са најбољим стрелцем Европе и првим избором холандског интернационалца Вимом Кифтом за позицију центар, и постигао је девет голова у 20 лигашких утакмица. Ајакс је одлучио да следеће сезоне прода Кифта италијанском клубу из Серије А Пизи, а 18-годишњи ван Бастен је учврстио своју позицију главног нападача свог тима, и на сличан начин у националном тиму.
Био је најбољи стрелац лиге четири узастопне сезоне, од 1983–84 до 1986–87, постигавши 118 голова у 112 мечева. У сезони 1985–86 постигао је 37 голова у 26 лигашких утакмица, укључујући шест голова против Спарте из Ротердама и пет против Херакла Алмела, и освојио је европску Златну копачку. Такође је постигао победнички гол у финалу УЕФА Купа победника купова против Локомотиве из Лајпцига 1987. Укупно је постигао 128 голова у 133 првенствене утакмице за Ајакс. У новембру 1986. постигао је свој најпознатији гол у дресу Ајакса, спектакуларан ударац преко главе против ФК Ден Боша.

## Статистике каријере

### Клупска
| Сезона         | Клуб           | Лига           | Лига     | Лига     | Куп           | Куп           | Европа | Европа | Друго  | Друго  | Укупно | Укупно |
| Сезона         | Клуб           | Лига           | Појава   | Голова   | Појава        | Голова        | Појава | Голова | Појава | Голова | Појава | Голова |
| Холандија      | Холандија      | Холандија      | Лига     | Лига     | Куп Холандије | Куп Холандије | Европа | Европа | Друго  | Друго  | Укупно | Укупно |
| -------------- | -------------- | -------------- | -------- | -------- | ------------- | ------------- | ------ | ------ | ------ | ------ | ------ | ------ |
| 1981–82        | Ајакс          | Ередивизија    | 1        | 1        | 1             | 0             | 0      | 0      | –      | –      | 2      | 1      |
| 1982–83        | Ајакс          | Ередивизија    | 20       | 9        | 5             | 4             | 0      | 0      | –      | –      | 25     | 13     |
| 1983–84        | Ајакс          | Ередивизија    | 26       | 28       | 4             | 1             | 2      | 0      | –      | –      | 32     | 29     |
| 1984–85        | Ајакс          | Ередивизија    | 33       | 22       | 4             | 2             | 4      | 5      | –      | –      | 41     | 29     |
| 1985–86        | Ајакс          | Ередивизија    | 26       | 37       | 1             | 0             | 2      | 0      | –      | –      | 29     | 37     |
| 1986–87        | Ајакс          | Ередивизија    | 27       | 31       | 7             | 6             | 9      | 6      | –      | –      | 43     | 43     |
| Укупно         | Укупно         | Укупно         | 133      | 128      | 22            | 13            | 17     | 11     | —      | —      | 172    | 152    |
| Италија        | Италија        | Италија        | Серија А | Серија А | Куп Италије   | Куп Италије   | Европа | Европа | Друго  | Друго  | Укупно | Укупно |
| 1987–88        | Милан          | Серија А       | 11       | 3        | 5             | 5             | 3      | 0      | –      | –      | 19     | 8      |
| 1988–89        | Милан          | Серија А       | 33       | 19       | 4             | 3             | 9      | 10     | 1      | 1      | 47     | 33     |
| 1989–90        | Милан          | Серија А       | 26       | 19       | 4             | 1             | 9      | 4      | 1      | 0      | 40     | 24     |
| 1990–91        | Милан          | Серија А       | 31       | 11       | 1             | 0             | 2      | 0      | 1      | 0      | 35     | 11     |
| 1991–92        | Милан          | Серија А       | 31       | 25       | 7             | 4             | –      | –      | –      | –      | 38     | 29     |
| 1992–93        | Милан          | Серија А       | 15       | 13       | 1             | 0             | 5      | 6      | 1      | 1      | 22     | 20     |
| 1993–94        | Милан          | Серија А       | -        | -        | -             | -             | -      | -      | -      | -      | -      | -      |
| 1994–95        | Милан          | Серија А       | -        | -        | -             | -             | -      | -      | -      | -      | -      | -      |
| Тотал          | Тотал          | Тотал          | 147      | 90       | 22            | 13            | 28     | 20     | 4      | 2      | 201    | 125    |
| Тотал каријере | Тотал каријере | Тотал каријере | 280      | 218      | 44            | 26            | 45     | 31     | 4      | 2      | 373    | 277    |

### Међународно
| Холандски национални тим | Холандски национални тим | Холандски национални тим |
| Година                   | Појава                   | Голова                   |
| ------------------------ | ------------------------ | ------------------------ |
| 1983                     | 3                        | 2                        |
| 1984                     | 3                        | 0                        |
| 1985                     | 4                        | 1                        |
| 1986                     | 4                        | 2                        |
| 1987                     | 4                        | 1                        |
| 1988                     | 9                        | 5                        |
| 1989                     | 5                        | 2                        |
| 1990                     | 11                       | 8                        |
| 1991                     | 5                        | 2                        |
| 1992                     | 10                       | 1                        |
| Тотал                    | 58                       | 24                       |

## Тренерска каријера
Тренерску каријеру је започео 2003/04. тренирајући омладинску екипу Ајакса.
Од 29. јула 2004. Марко је тренер холандске фудбалске репрезентације. На првом великом такмичењу, Светском првенству 2006, његов тим је елиминисан од Португалије у осмини финала на пенале.
Његов тим је играо на Европском првенству у фудбалу 2008. Екипа Холандије се сматрала једним од фаворита после убедљивих победа над реномираним ривалима (Италија, Француска) у групној фази такмичења, али је поражена у четвртфиналу од Русије, после продужетака 3-1.
Четвртог децембра 2007. објављено је да ће Марко ван Бастен након ЕП 2008. напустити репрезентацију и постати тренер Ајакса из Амстердама.